# Operation Ababil
L'opération Ababil est une série de cyberattaques perpétrées en 2012 et 2013 par le groupe d’hacktivistes djihadistes Izz ad-Din al Qassam Cyber Fighters.
Au cours de l’opération, plus de 135 attaques contre des banques américaines ont été enregistrées, réparties en 47 vagues d'attaques et 4 phases.

## Déroulement de l'opération
Le groupe a lancé ses premières attaques le 18 septembre 2012 après la diffusion par le pasteur américain fondamentaliste Terry Jones de la vidéo The innocence of muslims. Pour le groupe islamiste, cette vidéo est « un film sacrilège fait par les États-Unis avec l’aide du régime sioniste » contre laquelle « les musulmans du monde entier doivent s’unir » pour « faire tout ce qui est nécessaire pour empêcher cette vidéo de se répandre ».
Les cibles des attaques ont été choisies parce qu’elles « sont la propriété de capitalistes sionistes américains ». Les attaques sont censées « continuer jusqu’à l’effacement de ce film dégoûtant ». L’ensemble des attaques s’inscrit dans l’opération Ababil, dont la dernière attaque enregistrée date d’août 2013. L’opération a eu lieu en quatre phases réparties sur une année et ponctuées de communiqués menaçants, insultants et judéophobes postés sur la page pastebin.com du groupe. Les phases ne représentent rien de plus que des regroupements de vagues d’attaques suivant une accalmie, puis un nouveau communiqué. Les hackers n’ont pas précisé pourquoi ils avaient choisi d’attaquer leurs cibles dans cet ordre plutôt que dans un autre. Il se pourrait que ce soit lié à des contingences d’ordre technique.
La vidéo The Innocence of Muslims avait déjà déclenché des manifestations violentes dans plusieurs pays arabes en 2011. L’une d’entre elles avait causé une cinquantaine de morts en Égypte. Des fatwas avaient également été émises et la tête de ses réalisateurs avait été mise à prix au Pakistan.

## Les attaquants
Le nom du groupe est probablement inspiré des Brigades Izz al-Din al-Qassam, nom porté par la branche armée du Hamas. Le nom de ces brigades provenait lui-même du nom du prêcheur musulman Izz ad-Din al-Qassam qui avait mené un combat contre les organisations françaises, britanniques et nationalistes juives au cours des années 1920-1930. Si les hacktivistes ne donnent pas d’explication claire quant au nom de l’opération, le mot Ababil désigne dans le Coran, des oiseaux envoyés par Dieu pour punir l'armée d'Abraha l'Abyssin qui voulut attaquer la Mecque en 571. Ces oiseaux ont alors anéanti l'armée d'Abraha composées d'éléphants, en déversant sur eux une pluie de roches argileuses. Ababil désigne également un drone iranien des années 1990.
Le groupe dit être constitué de bénévoles de différentes parties du Moyen-Orient. Selon les analyses des adresses IP des attaquants, il semblerait que ses membres proviennent plus particulièrement d’Iran et de Palestine. Certaines sources ont fait des rapprochements entre les attaques du groupe, la formation par le gouvernement iranien d’une cyber defense team et le cyber meeting du Hezbollah organisé fin 2011.
Pour le gouvernement américain, Izz ad-Din al Qassam Cyber Fighters serait une organisation regroupant une centaine de professionnels de la sécurité iraniens. De son côté, l’hacktiviste patriote américain The Jester dénonce des liens avec des membres d’Anonymous qui auraient vendu leurs services au groupe islamiste.
Les Izz ad-Din al Qassam Cyber Fighters se sont montrés particulièrement efficaces dans leurs attaques et dans leurs relations publiques. Le groupe s’est fait connaître très rapidement, il a utilisé les médias pour créer un effet d’annonce, puis a mené ses attaques avec succès. En effet, pour presque toutes ses attaques, le groupe de hackers a prévenu les médias via Pastebin.com, puis mis hors ligne ses cibles comme prévu, et cela malgré les dispositifs mis en place par les banques pour les contrer pour l’occasion.

## Les victimes[6]
| Nom de la banque                | Nombre d'attaques |
| PNC                             | 13                |
| BB&T                            | 13                |
| Bank of America                 | 10                |
| Wells Fargo                     | 9                 |
| Chase Bank                      | 8                 |
| Fifth third bank                | 7                 |
| Regions                         | 7                 |
| Capital One                     | 6                 |
| US Bank                         | 6                 |
| HSBC                            | 6                 |
| Sun Trust                       | 4                 |
| Citizens bank                   | 4                 |
| American Express                | 3                 |
| Zions Bank                      | 3                 |
| CitiBank                        | 3                 |
| Key Bank                        | 3                 |
| Citigroup                       | 2                 |
| JP Morgan Chase                 | 2                 |
| Ameriprise                      | 2                 |
| Schwab Bank                     | 2                 |
| Harris Bank                     | 2                 |
| Huntington Bank                 | 2                 |
| M&T Bank                        | 2                 |
| People’s united Bank            | 2                 |
| UMB Financial Corporation       | 1                 |
| UMPQUA Bank                     | 1                 |
| Bank of the West                | 1                 |
| Synovus Bank                    | 1                 |
| Federal Credit Union            | 1                 |
| University Federal Credit Union | 1                 |
| Patelco                         | 1                 |
| Ally Financial                  | 1                 |
| Comerica                        | 1                 |
| First citizen’s bank            | 1                 |
| Union Bank                      | 1                 |

## Impact
La vidéo The innocence of muslims a finalement été supprimée de la plateforme vidéo YouTube à cause de problèmes de droit d’image. Les acteurs ne savaient pas qu’ils tournaient pour un film véhiculant ce type de discours. La plateforme vidéo YouTube a bien insisté sur le fait que le retrait n'était pas dû aux hacktivistes. On peut raisonnablement penser que la pression des hackers et des fatwas a eu une incidence directe sur la demande de suppression de ce film par les acteurs.
Pour les banques, les pertes financières sont difficiles à estimer. Mike Rogers, membre républicain de la Chambre des représentants des États-Unis, a déclaré que les pertes pour l’une des banques dont il n’a pas souhaité révéler le nom s’étaient élevées à cent millions de dollars. Il faut ajouter à cela les clients insatisfaits par des sites défaillants marchant par intermittence pendant parfois une semaine.